# Epirranthis pulverata
Epirranthis pulverata är en fjärilsart som beskrevs av Carl Peter Thunberg 1784. Epirranthis pulverata ingår i släktet Epirranthis och familjen mätare. Inga underarter finns listade i Catalogue of Life.